# Bergfried

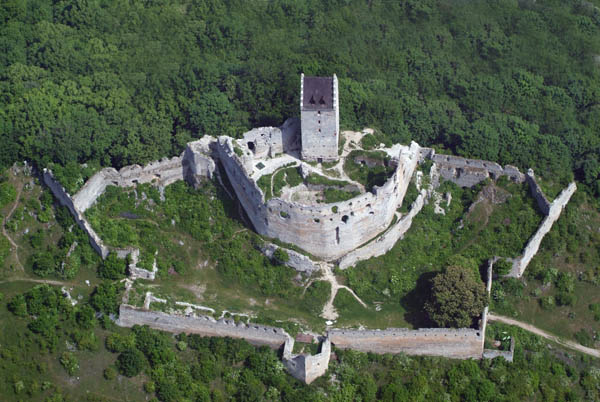
Castillo de Topoľčany, Eslovaquia. Se pueden distinguir tres líneas de fortificación del exterior al interior: las renacentistas, las góticas y el bergfried como última resistencia.

Un bergfried (original en alemán, en plural, bergfriede) es una alta torre encontrada típicamente en los castillos de la Edad Media en los países germanófonos y en países que estuvieron bajo la influencia alemana. Friar los describe como una "torre de combate exenta". Su función defensiva es de alguna manera similar a la de una torre del homenaje, keep o donjon en los castillos españoles, ingleses o franceses. No obstante la diferencia principal entre un bergfried y una torre del homenaje era que el primero no estaba normalmente diseñado para la residencia permanente.

## Elbergfried

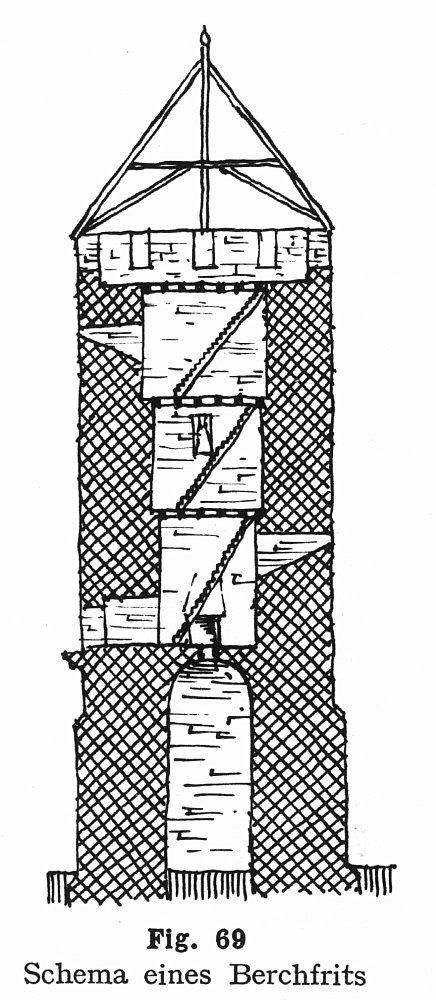
Sección de un bergfried típico, según el texto de Otto Piper.

Las áreas de residencia del castillo se hallan separadas del bergfried, a menudo en una torre más baja o en un edificio adyacente llamado palas. En consecuencia la torre podía construirse de gran altura y esbeltez con poco espacio interior, pocas bóvedas y pocas o ninguna ventana. El bergfried srevía como torre de vigía y como refugio en los asedios, al menos si el asedio era relativamente breve. La diferencia entre un bergfried y una torre del homenaje no está siempre clara, pues hay miles de estas torres, construidas con muchas variaciones. Existen algunos donjons franceses con solo unas cuartos austeros como residencia, mientras que algunos bergfriede tardíos alemanes pretendían ser habitables.
Para mayor protección, el bergfried podía estar emplazado de manera exenta en el centro del patio interior del castillo, totalmente separado de los muros. Alternativamente, podría hallarse cerca o contra la muralla exterior en el lugar más vulnerable para servir como defensa adicional o proteger el muro. Algunos, como los castillos de Münzenberg y Plesse, tienen dos bergfriede.
Fuera de Alemania, los castillos cruzados de Monfort y Jirbat Yiddin, construidos por la Orden Teutónica tuvieron altas torres que algunos autores han comparado con bergfriede, argumentando que estos castillos dependían más de la tradición del Rhineland que de las tradiciones locales cruzadas de arquitectura militar.
El castillo de Eynsford en Kent, es un raro ejemplo inglés, en el que el bergfried es el elemento central del complejo.

### Etimología
La pañabra "bergfried", en ocasiones escrita como perfrit, berchfrit o berfride y otros muchas variantes en los documentos medievales, no solo se refiere a la torre del castillo, sino que fue usada para otros tipos de torre, como las de asedio, los beffrois o campanarios (de ahí sus cognados belfried o belfry) o almacenes. La torre principal de un castillo era llamada a menudo simplemente "torre" (Turm) o "gran torre" (großer Turm). En los documentos medievales tardíos bajoalemanes, no obstante, los términos berchfrit, berchvrede y variaciones similares aparecían a menudo en relación con castillos más pequeños.
La investigación alemana en el siglo XIX sobre los castillos introdujo bergfried o berchfrit como el término general para una torre principal no residencial, y esos términos quedarían establecidos por la literatura.
El origen etimológico del término no está claro. Hay teorías que lo hacen derivan del alto alemán medio o del latín, o incluso de una palabra griega traída de las Cruzadas. Una teoría con frecuencia mencionada en los textos más antiguos es que la palabra se formó a partir de la frase weil er den Frieden berge ("porque mantiene la paz"), pues garantizaba la seguridad del castillo, no puede ser confirmada.

## Desarrollo y formas

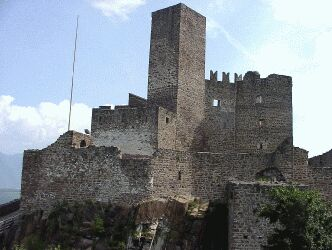
Situado en el centro, el bergfried domina la silueta del castillo de Hocheppan, el Tirol del Sur, Italia.

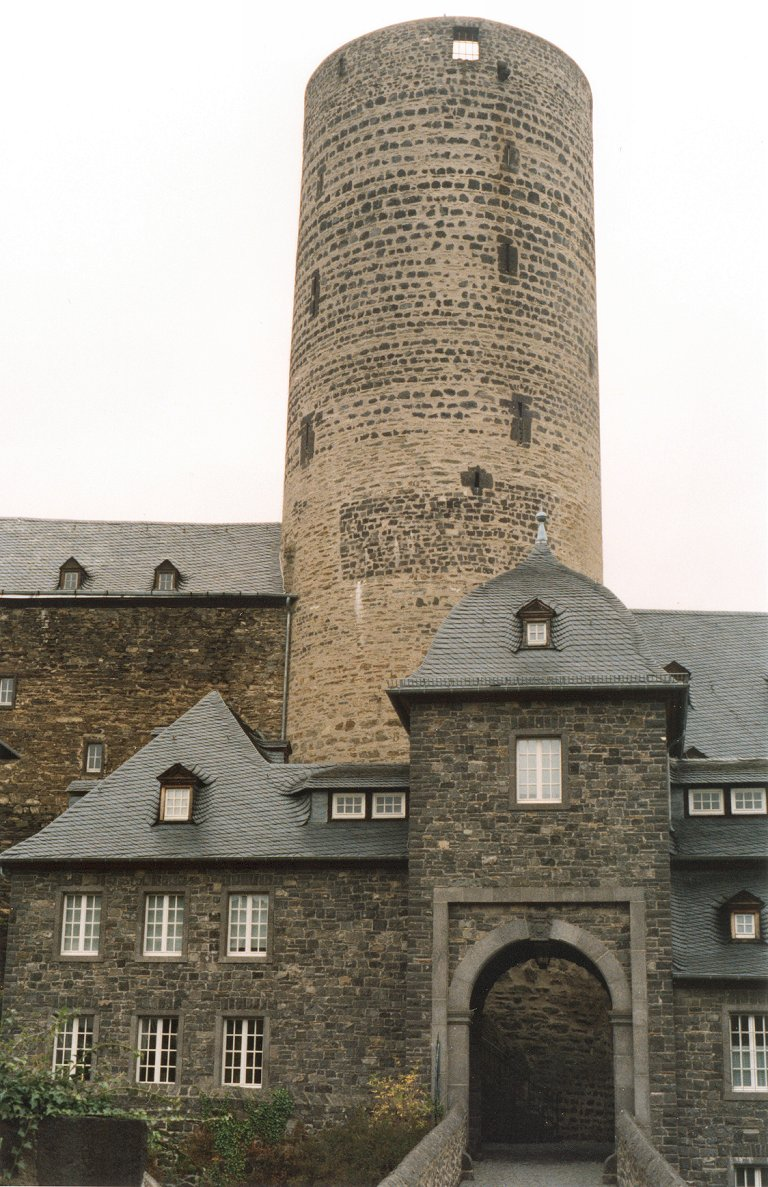
Bergfried junto a la puerta del Genovevaburg, Mayen.

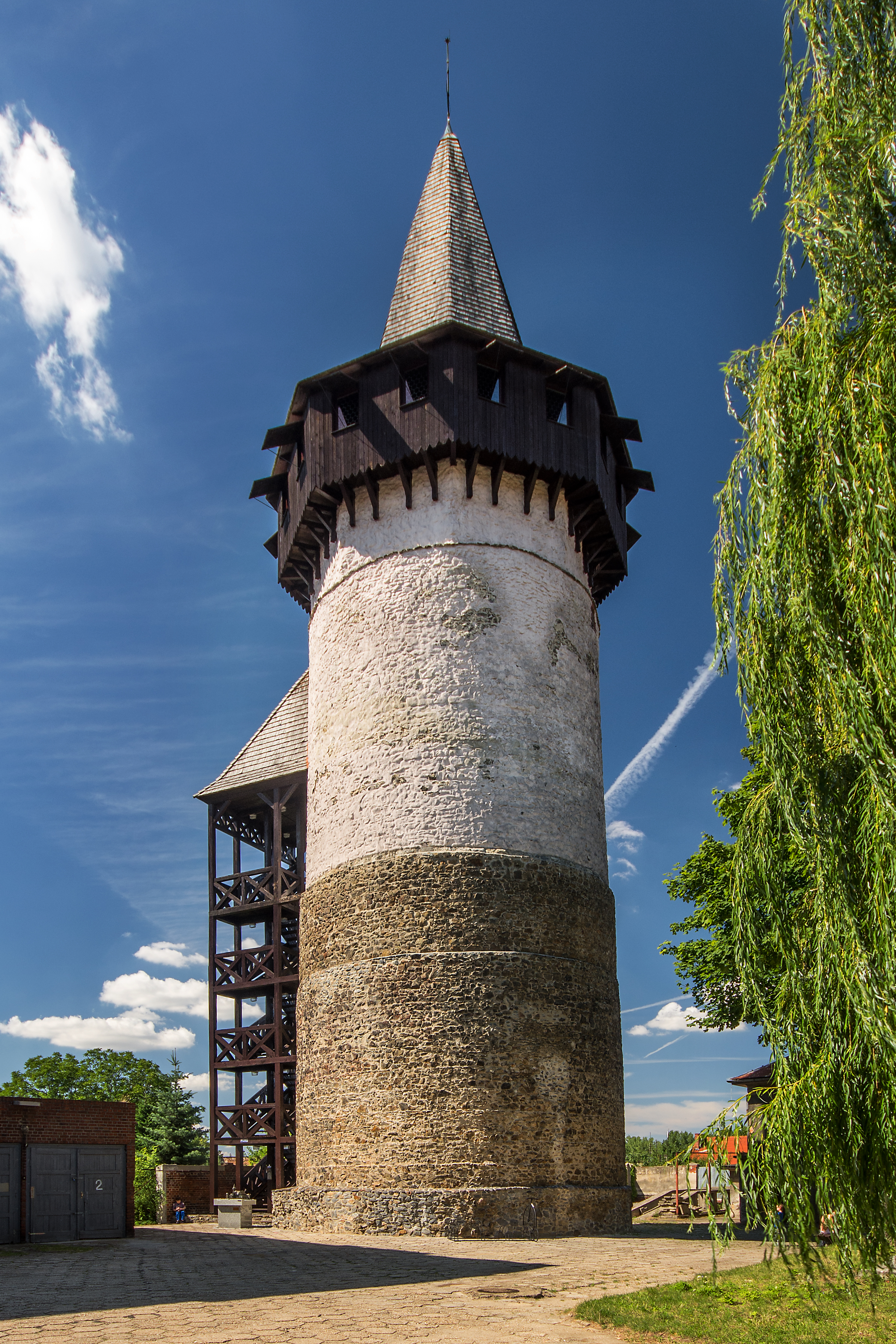
Bergfried del castillo de Prudnik, Polonia.

El bergfried se estableció como un nuevo tipo de edificio durante el siglo XII, y desde aproximadamente 1180 hasta el siglo XIV se convirtió cada vez más en una característica de los castillos de Europa Central. Numerosos ejemplos han sobrevivido de este período casi en su apogeo. Sin embargo, el origen del diseño no se comprende completamente, ya que las torres que datan de antes del siglo XII han tenido que ser excavadas arqueológicamente casi en su totalidad, y solo quedan las secciones más bajas. También se pueden encontrar ejemplos individuales (como el bergfried del castillo de Habsburgo o Harzburg) que datan de la segunda mitad del siglo XI. El precursor del bergfried es la casa torre fortificada, cuya expresión europea occidental se llama torreón o donjon.
Las torres residenciales también eran comunes antes de la llegada del bergfried en los países de habla alemana. Un precursor se encuentra, por ejemplo, en la torre de madera del castillo de mota y bailey. Los torreones combinan las dos funciones contrastantes de una residencia majestuosa y confortable y una fortificación. El bergfried, sin embargo, prescinde de la función residencial del torreón en favor de sus propósitos defensivos. Al mismo tiempo, se popularizaron nuevas formas de construcción de viviendas no fortificadas, los palas, por ejemplo, se incorporaron a la construcción del castillo. Por tanto, la aparición del bergfried está claramente relacionada con la diferenciación de la residencia y la fortificación dentro de un castillo. En Europa Occidental, sin embargo, el torreón o torre del homenaje, con su combinación de funciones domésticas y defensivas, continuó siendo predominante durante el curso de la Edad Media.
A menudo, el bergfried forma la torre principal en el centro del castillo o se coloca como una torre de muralla en la zona principal de ataque contra el castillo (especialmente en el caso de los castillos montanos). Puede ser una estructura aislada entre los otros edificios del castillo o unirse a ellos para formar un complejo de edificios combinados. Sin embargo, por lo general, el bergfried es un elemento autónomo que no está conectado internamente a otros edificios y tiene su propio acceso. Como regla general, esta es una entrada elevada, es decir la entrada se ubica al nivel de un piso superior de la torre y se accede a través de su propio puente o escalera portátil.
Los bergfriede suelen tener una planta cuadrada o circular, pero también se encuentran con frecuencia torres pentagonales, siendo las octogonales bastante menos comunes. Incluso hay algunos ejemplos de bergfriede con plantas poligonales irregulares. Una forma rara es el bergfried triangular del castillo de Grenzau cerca de Höhr-Grenzhausen o la del castillo de Rauheneck cerca de Baden bei Wien. Las torres de planta triangular y pentagonal invariablemente tenían una esquina que daba a la línea principal de ataque al castillo.
Los bergfriede tenían una altura media de 20 a 30 metros, aunque los del castillo de Fortenstein en Burgenland, Austria, y del castillo de Freistadt alcanzan una altura de 50 metros. En comparación con el torreón, que ocupa un área de terreno relativamente grande debido a su elaborado diseño interior con salas de estar, vestíbulo, cocina, etc., el bergfried suele tener una planta mucho más pequeña, lo que, aunque de altura similar al torreón, le da una apariencia más esbelta que una torre. Como edificio, el bergfried tiene un énfasis vertical aún más fuerte que el torreón.
La piedra local se usaba generalmente como material de construcción y se extraía en las inmediaciones del sitio del castillo. En áreas donde había poca piedra utilizable, se utilizaron ladrillos o piedra de campo. La obra de albañilería se ejecutó a menudo con mucho cuidado, acentuándose los cantos con sillar rústico. El bergfried podría enlucirse o la mampostería quedar expuesta. Este último fue el caso, por ejemplo, de las torres de la época de los Hohenstaufen, que eran íntegramente de sillar rústico. El eje de la torre (es decir, la parte principal de la torre entre la base y el piso superior) generalmente tenía muy pocas ventanas o ninguna, cuando existen, a menudo son solo unas mínimas rendijas verticales estrechas.
El enorme espesor de la pared a nivel del sótano en muchos bergfriede generalmente disminuye significativamente en el interior de la torre al nivel de los pisos superiores. En las repisas de las paredes resultantes se colocaron techos de madera que sirvieron para dividir los distintos niveles de piso. El piso más bajo y el piso más alto a menudo están cubiertos por una bóveda de piedra. De vez en cuando, se incorporaron escaleras estrechas a la mampostería para permitir que una sola persona subiera a la torre. Sin embargo, más a menudo, los pisos estaban conectados por escaleras de madera o escaleras de mano. Algunos bergfriede tenían un tiempo para ser habitables limitado y se pueden encontrar pequeñas chimeneas en los pisos superiores. Estos cuartos con calefacción solían ser utilizados por los vigilantes.
En muchos bergfriede, el diseño original de la parte superior de la torre no se puede determinar con precisión. Por un lado, esto se debe a que la parte superior de las paredes se ha arruinado y los elementos de madera se han podrido y, por otro lado, que a los bergfried en castillos que todavía eran habitados en los tiempos modernos a menudo se les dio una nueva sección superior (por ejemplo, el castillo de Stein o el castillo de Rochsburg). Además, algunas torres que pueden parecer medievales a primera vista son, en realidad, creaciones historicistas del siglo XIX (por ejemplo, el castillo de Wartburg de la década de 1850) y algunas incluso son nociones románticas de la arquitectura de un castillo medieval (Castillo de Haut-Koenigsbourg, 1909). Las coronas de las torres medievales tardías (que a menudo son una remodelación de las cimas originales de las torres) han sobrevivido con mayor frecuencia, o en ocasiones pueden reconstruirse en base a dibujos (especialmente de los siglos XVI y XVII).
La terraza o plataforma de combate de un bergfried estaba originalmente rodeada por almenas. Ocasionalmente, estas almenas han sobrevivido en su estado original, especialmente donde estaban protegidas por cubiertas posteriores u otras superestructuras (castillo de Wellheim). La plataforma de combate puede estar abierta o cubierta por un tejado o una aguja. Dependiendo de la planta de la torre, esta última sería con frecuencia una cubierta en pabellón o un tejado cónico. El tejado estaba formado por una armadura de madera cubierta con tejas o pizarras o, alternativamente, era de piedra maciza. A menudo cubría toda la plataforma de combate, de modo que el techo descansaba sobre las almenas. En otros casos, se retrasó, creando una pasarela abierta entre el techo y las almenas (por ejemplo, Rudelsburg o Osterburg). En las plataformas de combate cubiertas había aberturas de ventanas ubicadas de manera similar en lugar de las almenas que daban una vista panorámica del área circundante y permitían el uso de armas de larga distancia (castillo de Idstein, castillo de Sayn). Algunas repisas supervivientes o agujeros de vigas en bergfriede indican que en algunos casos se utilizaron superestructuras de madera. A finales de la Edad Media, los tejados de las torres a menudo se adornaban con garitas y otras estructuras similares.
Las armas balísticas o catapultas más grandes solo se colocaron en raras ocasiones en las plataformas de combate.
Los castillos grandes (por ejemplo, el castillo de Münzenberg) y los Ganerbenburg (castillos que pertenecen a más de una familia simultáneamente) a veces tenían varios bergfriede por razones de estatus o seguridad. El enorme castillo de Neuenburg, la residencia de los landgraves de Turingia en Freyburg, que contiene un patio interior y dos exteriores, solía tener un bergfried en cada parte del castillo (el patio interior y los dos patios exteriores), es decir un total de tres bergfriede. El inusualmente grande castillo imperial real de Kyffhausen en el Kyffhäuser constaba de un patio superior, un patio central y un patio inferior. En las murallas superiores y medias, los dos bergfrieds conocidos han sobrevivido al menos en ruinas. Castillos más pequeños a veces también tenían dos bergfriede: el castillo de Kohren en Kohren-Sahlis o el famoso castillo de Saaleck en Bad Kösen, por ejemplo. 
Una forma peculiar es el bergfried octogonal. El primero apareció en algunos castillos de la era Hohenstaufen en Baden-Württemberg, en la región de Alsacia y en Italia. El más conocido es el bergfried del castillo de Steinsberg. La Torre di Federico II en Enna tiene un bergfried octogonal con una muralla octogonal simétrica. El bergfried octogonal del castillo de Gräfenstein se puede considerar un caso especial en el que el zócalo del lado que mira hacia la línea de ataque se ha ampliado para formar un triángulo, haciendo que la torre sea heptagonal.
En el período posterior a los Hohenstaufen, aparecieron bergfriede octogonales en los castillos góticos de ladrillo. La forma octogonal se adopta debido a la construcción de ladrillo, porque se prefieren las formas angulares a las redondas. Una variante es la torre octogonal sobre un pedestal cuadrado. Basado en los castillos de la Orden Teutónica, este tipo de torre también es común en Polonia central (por ejemplo Brodnica, Człuchów o Lidzbark Warmiński). Ocasionalmente, los castillos de la Orden Teutónica tenían torres que no estaban ejecutadas en ladrillo, como Paide.

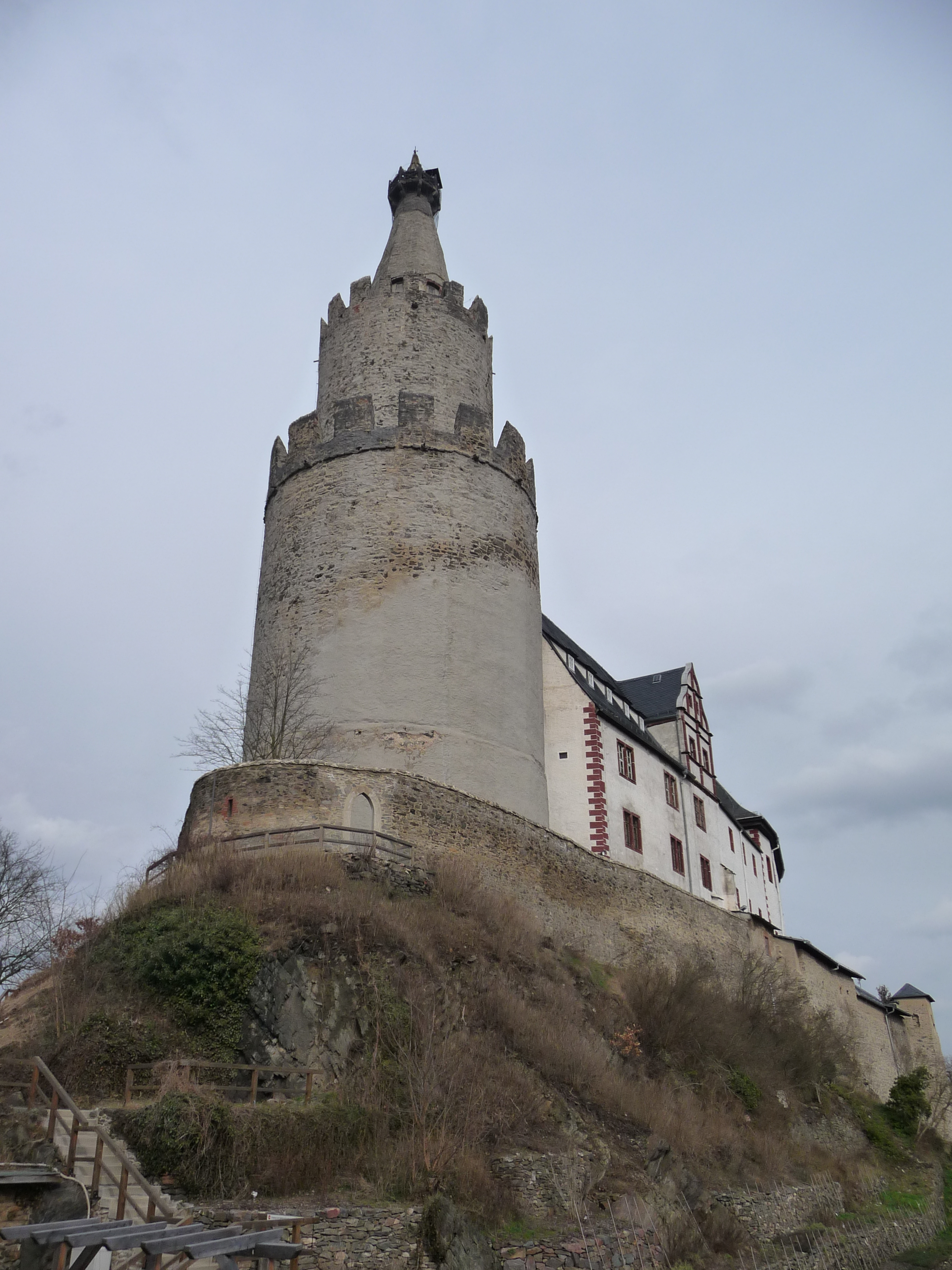
Bergfried de 53 m de alto del castillo de Osterburg en Weida, Turingia.
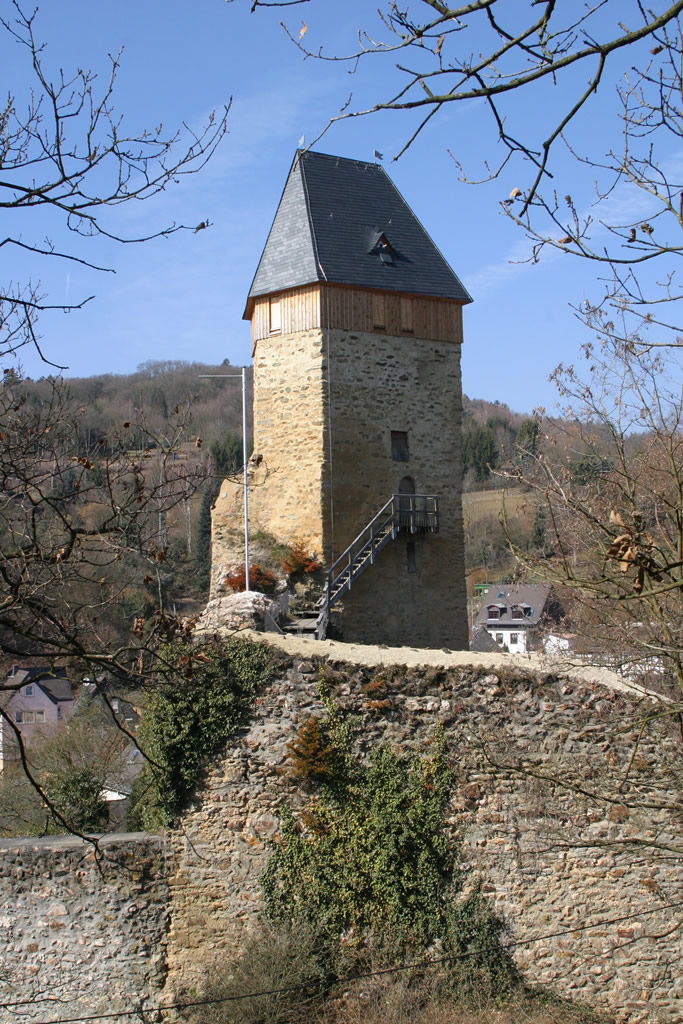
Bergfried pentagonal del castillo de Frauenstein (Wiesbaden).
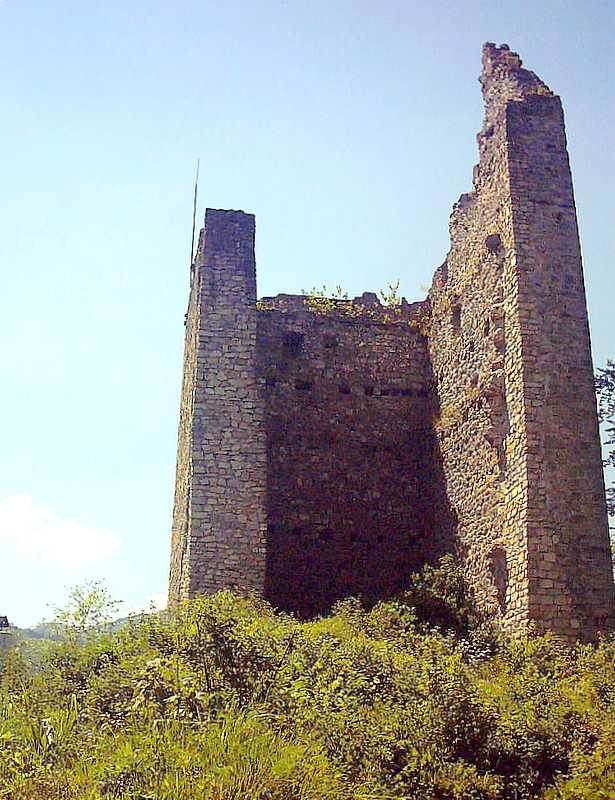
Bergfried del castillo de Vilsegg (Tirol). Los agujeros de viga indican donde estaban los pisos.
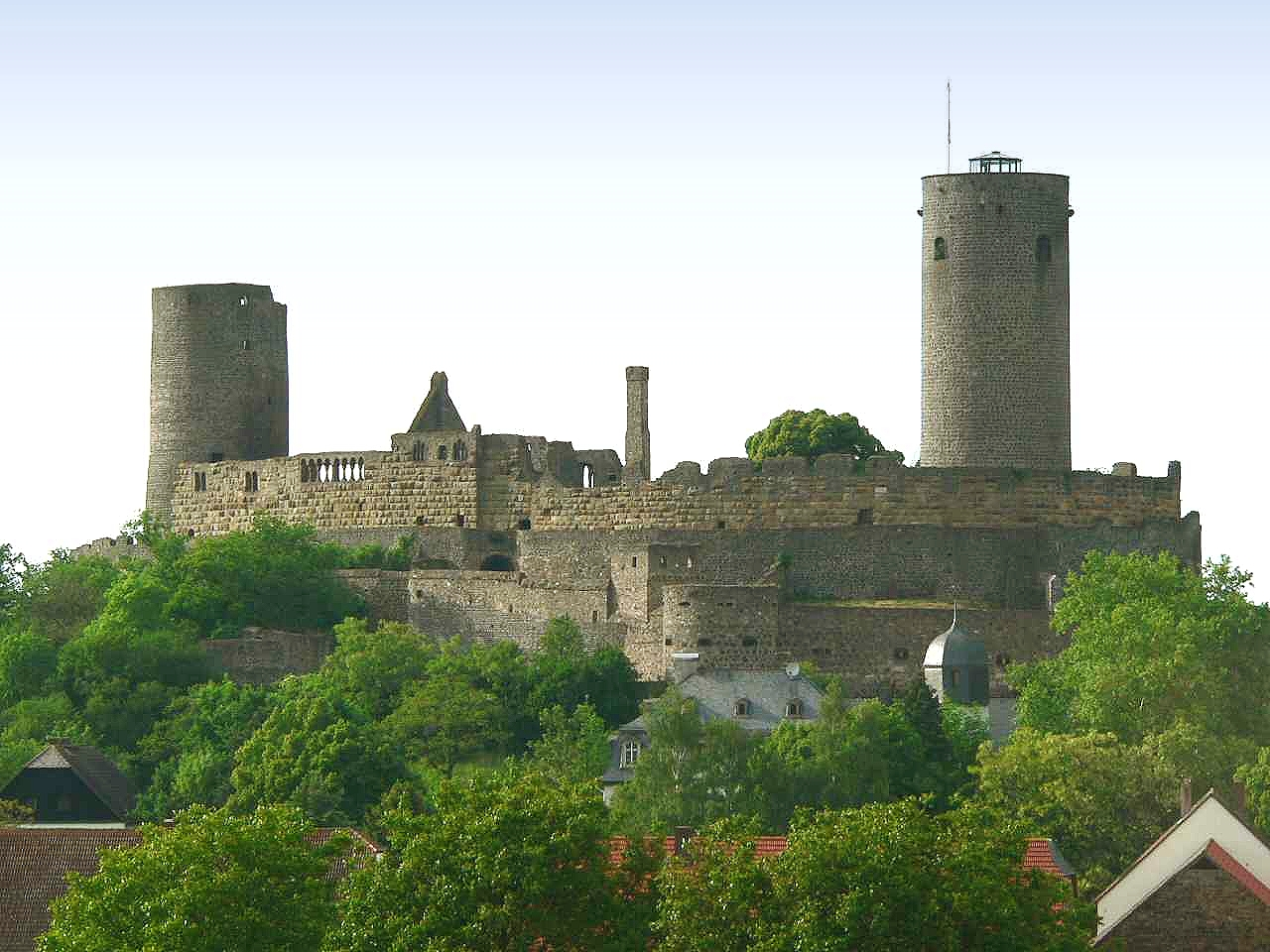
El castillo de Münzenberg con sus dos bergfriede.
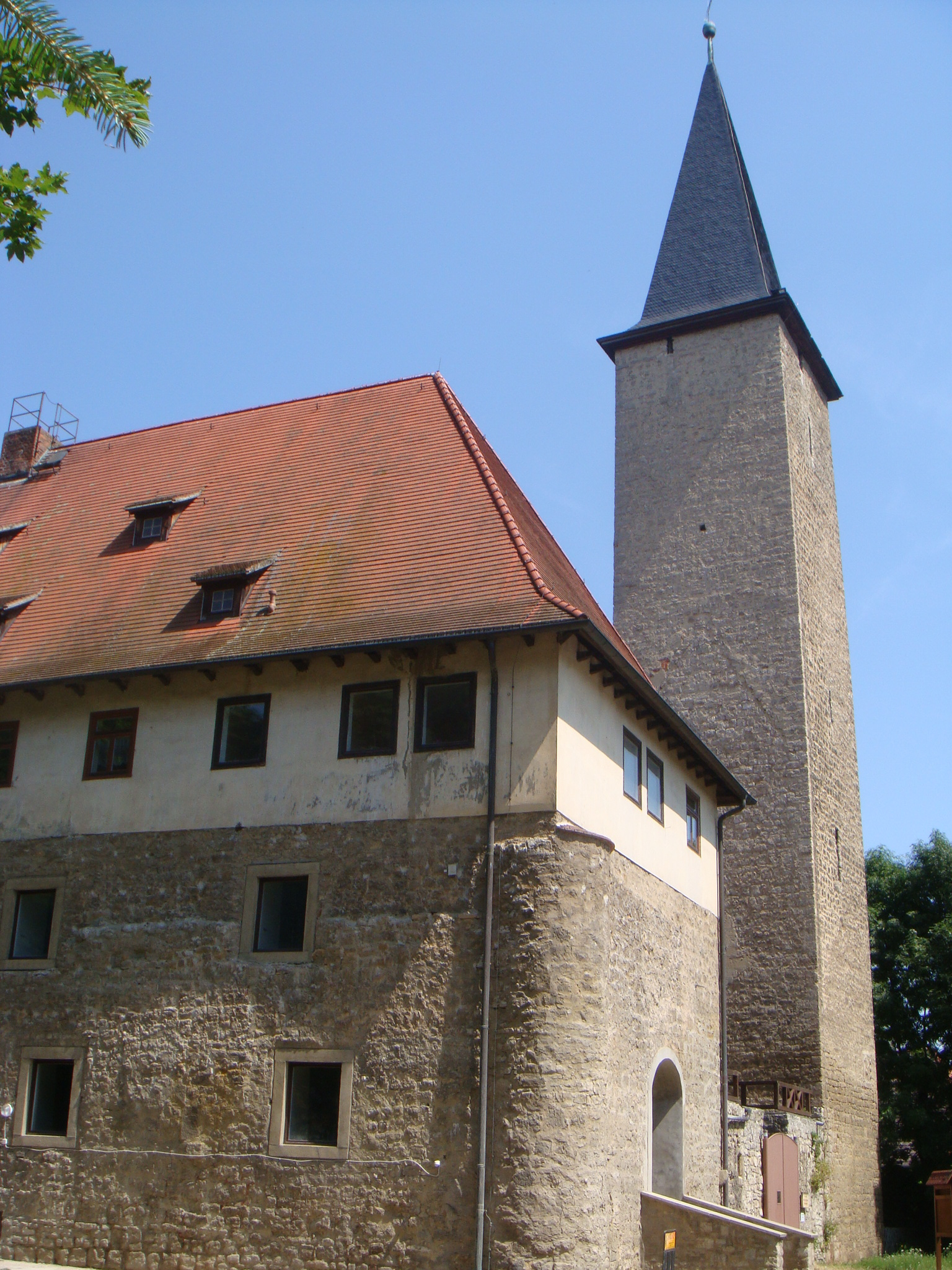
Castillo de foso de Niederroßla, con su bergfried de 57 m de altura.
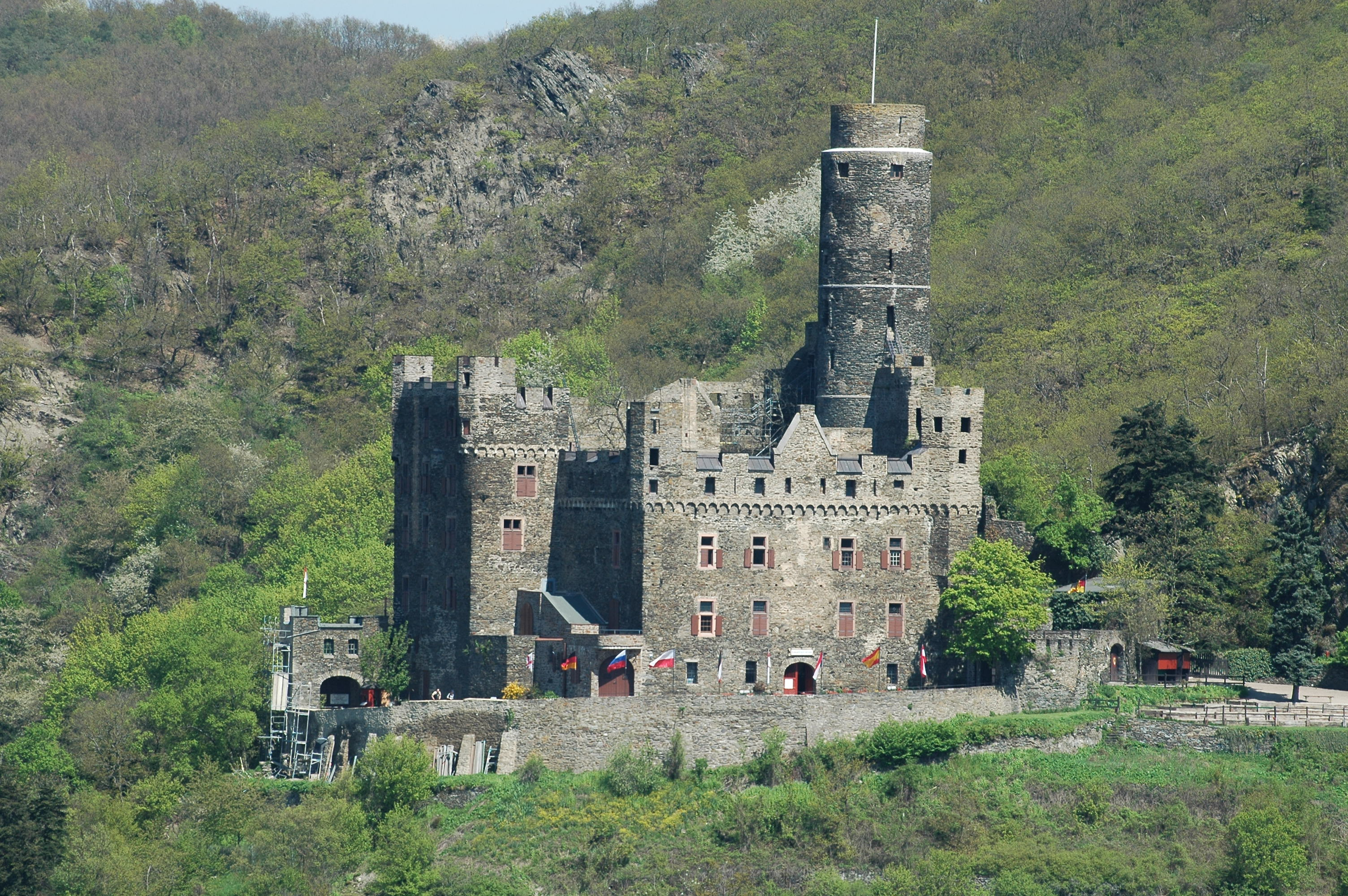
Castillo Maus con su bergfried redondo.
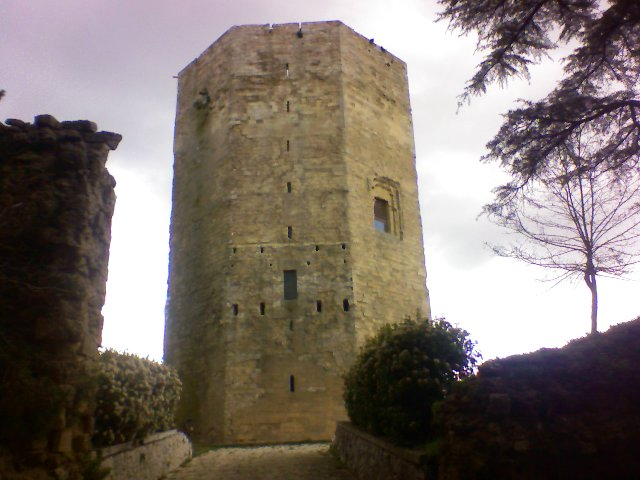
Torre di Federico. Enna, Italia.
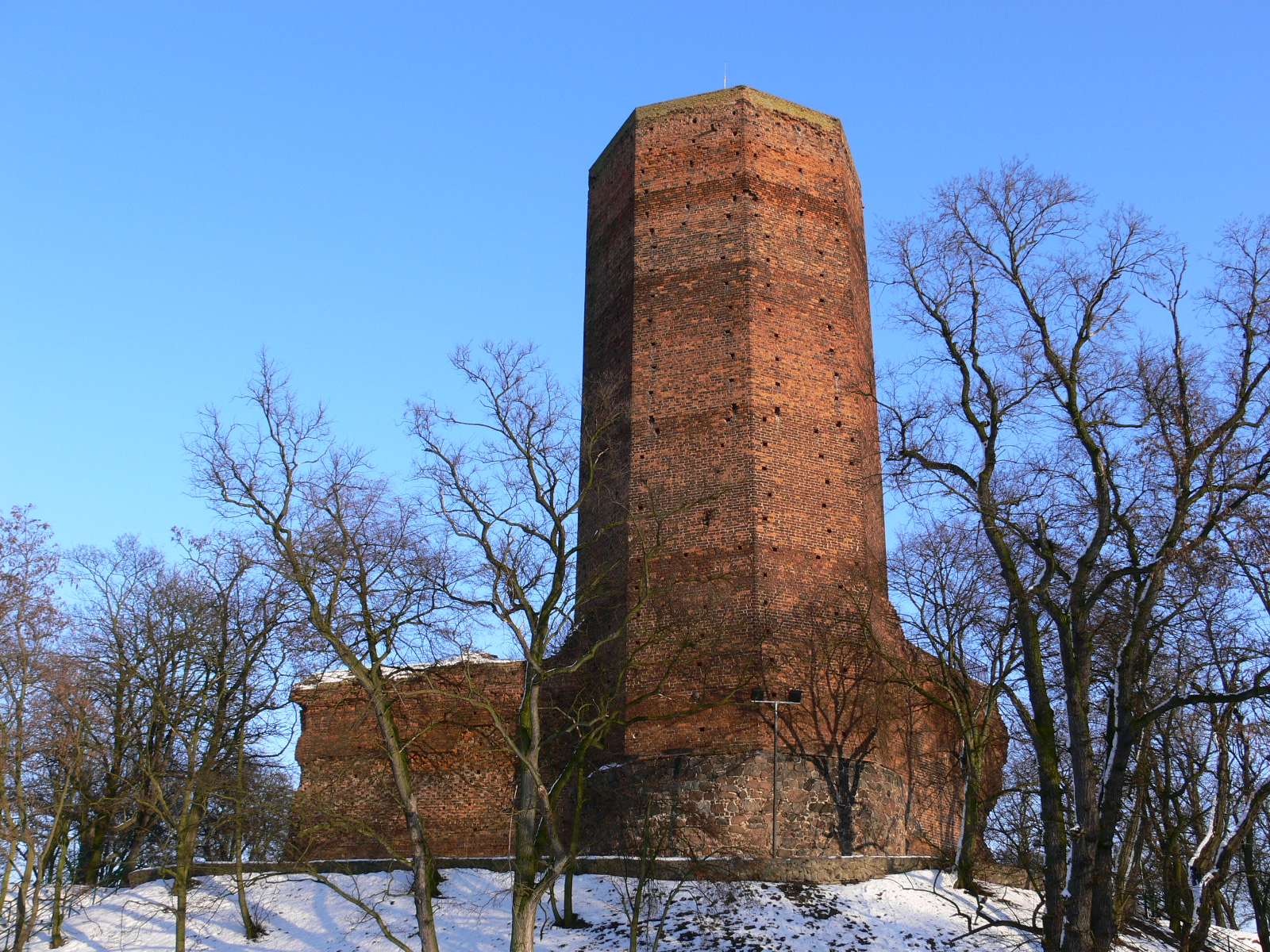
Castillo de Kruszwica en Polonia.

## Funciones
El bergfried era un edificio multifuncional que podía tener varias funciones defensivas, pero que también tenía un valor de estatus. En la última década del siglo XX se ha debatido en el campo de la investigación de los castillos si las funciones del bergfried podrían enunciarse sucintamente como una "fortificación o (más probablemente) un símbolo de estatus". Sin embargo, esto no ha ganado una aceptación universal.

### Defensa
Con su enorme masa de muralla -el zócalo incluso es macizo en algunos casos, como en el castillo de Hocheppan o el de Falkestein- la torre ofrecía protección pasiva para las áreas del castillo detrás de ella. Por esta razón, en muchos castillos, el bergfried estaba ubicado en la principal línea de ataque, a menudo en la muralla defensiva frontal. Por lo tanto, el bergfried pudo realizar una función similar al muro de escudos. Este fue particularmente el caso de los castillos en los que el muro de escudos y el bergfried estaban interconectados para formar una sola unidad estructural (por ejemplo, el castillo de Liebenzell en la Selva Negra). Los llamados "bergfriede dobles" como el del castillo de Greifenstein en Hesse o el castillo de Rochlitz en Sajonia representan en cierto sentido una etapa intermedia entre un bergfried y un muro de escudos. Las dos torres estrechamente espaciadas están unidas por una sección estrecha de muro de escudos.
El hecho de que los bergfried con planta pentagonal o triangular estén alineados en su mayoría con una esquina que mira hacia la línea principal de ataque, también está asociado con la función de escudo: los proyectiles de piedra lanzados por catapultas se desvían lateralmente por el ángulo oblicuo de impacto. En algunos casos, estas "cuñas de deflexión" (Prallkeile) también se agregaron más tarde a la torre, e incluso se pueden encontrar en torres con un plano circular (por ejemplo, el castillo de Zvíkov en Bohemia y el castillo de Fortenstein en Austria). Un bergfried cuadrado colocado en una esquina también podría servir para este propósito. En otros casos, la planta en ángulo agudo se debe, sin embargo, simplemente a la forma natural del lecho rocoso.

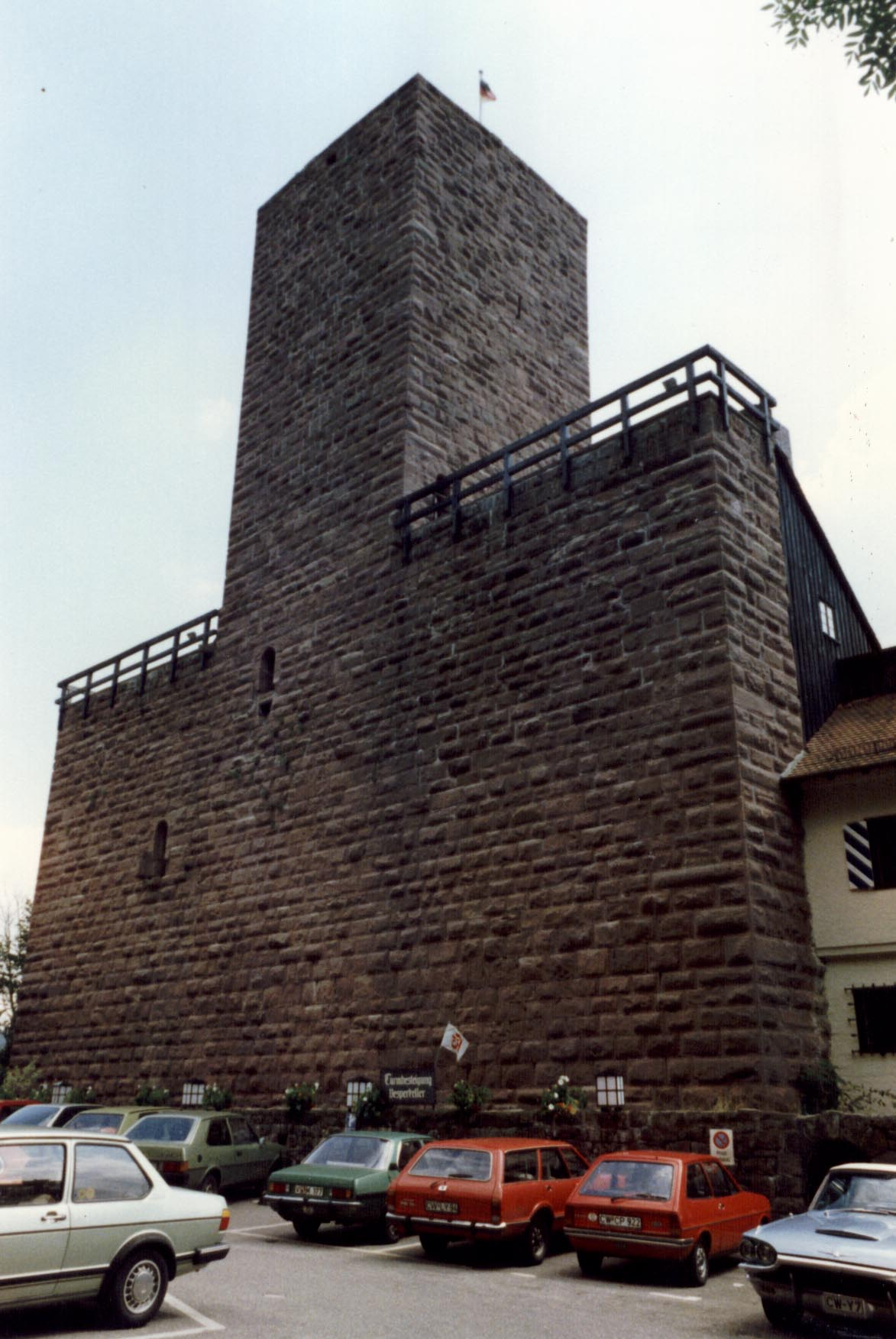
Uso mixto de muro de escudos y bergfried en el castillo de Liebenzell.
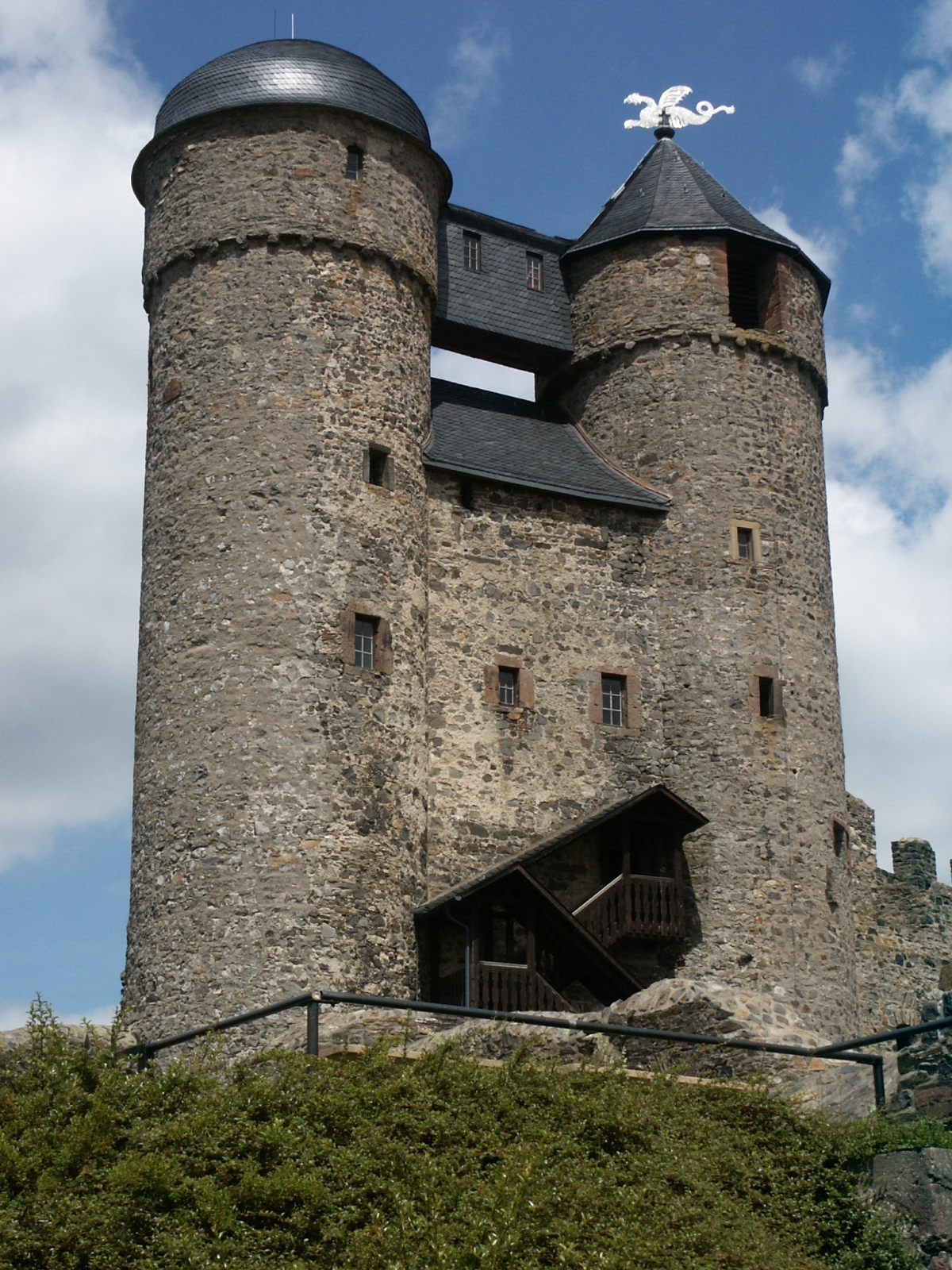
Doble torre del castillo de Greifenstein.
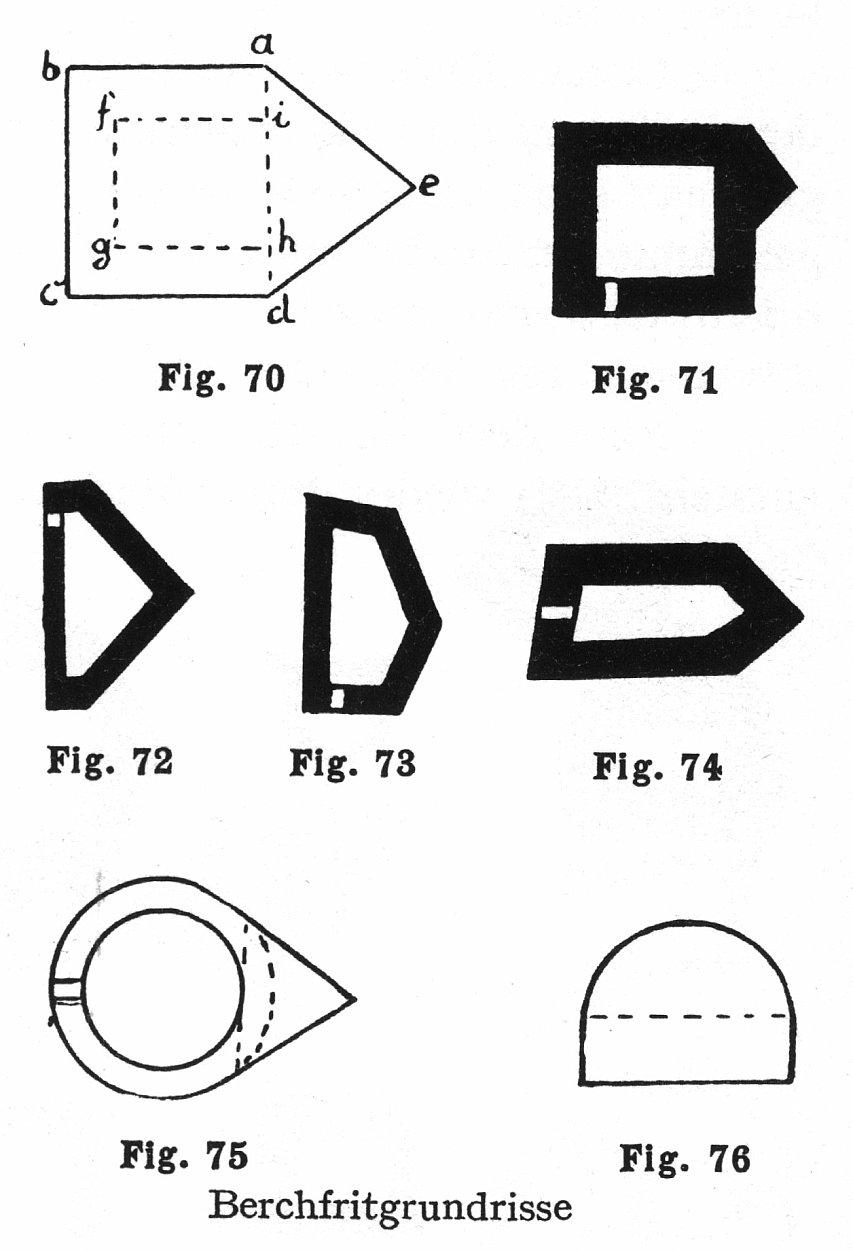
Otto Piper, Planta de varios berfried con cuñas de deflexión.

### Observación
Debido a que el bergfried era el edificio más alto del castillo, generalmente funcionaba como torre de vigilancia o torre de observación. Desde el piso superior o la plataforma de combate se podía observar el primer plano y la zona que rodeaba el castillo. Los vigilantes (Türmer) podrían así advertir de manera temprana a un enemigo que se acercara, dando la alarma. Durante los asedios, el puesto de observación elevado era importante para observar el primer plano. Un ejemplo particularmente bien conservado es el Osterburg en Weida: debajo de la torre de mampostería del bergfried se encuentra la residencia de un vigilante y justo debajo de la aguja hay una pequeña plataforma de observación de piedra original para los vigilantes a una altura de casi 58 metros sobre el suelo.

### Plataforma de combate elevada
Un enemigo que ataca un castillo montano o un castillo en ladera a menudo puede posicionarse por encima del propio castillo. La altura del bergfried podría al menos en algunos casos compensar eso. Desde la plataforma de combate elevada, la ladera podía controlarse mejor que desde las posiciones de combate más abajo. El bergfried generalmente también servía como torre fortificada. Ejemplos de bergfried muy altos fueron o son los del castillo de Rheinfels (54 m) y el de Osterburg (53 m). Se podían construir adarves adicionales (pasarelas detrás de las almenas) en los pisos inferiores de una torre (castillo de Bischofstein en el Mosela).

### Fortaleza y prisión

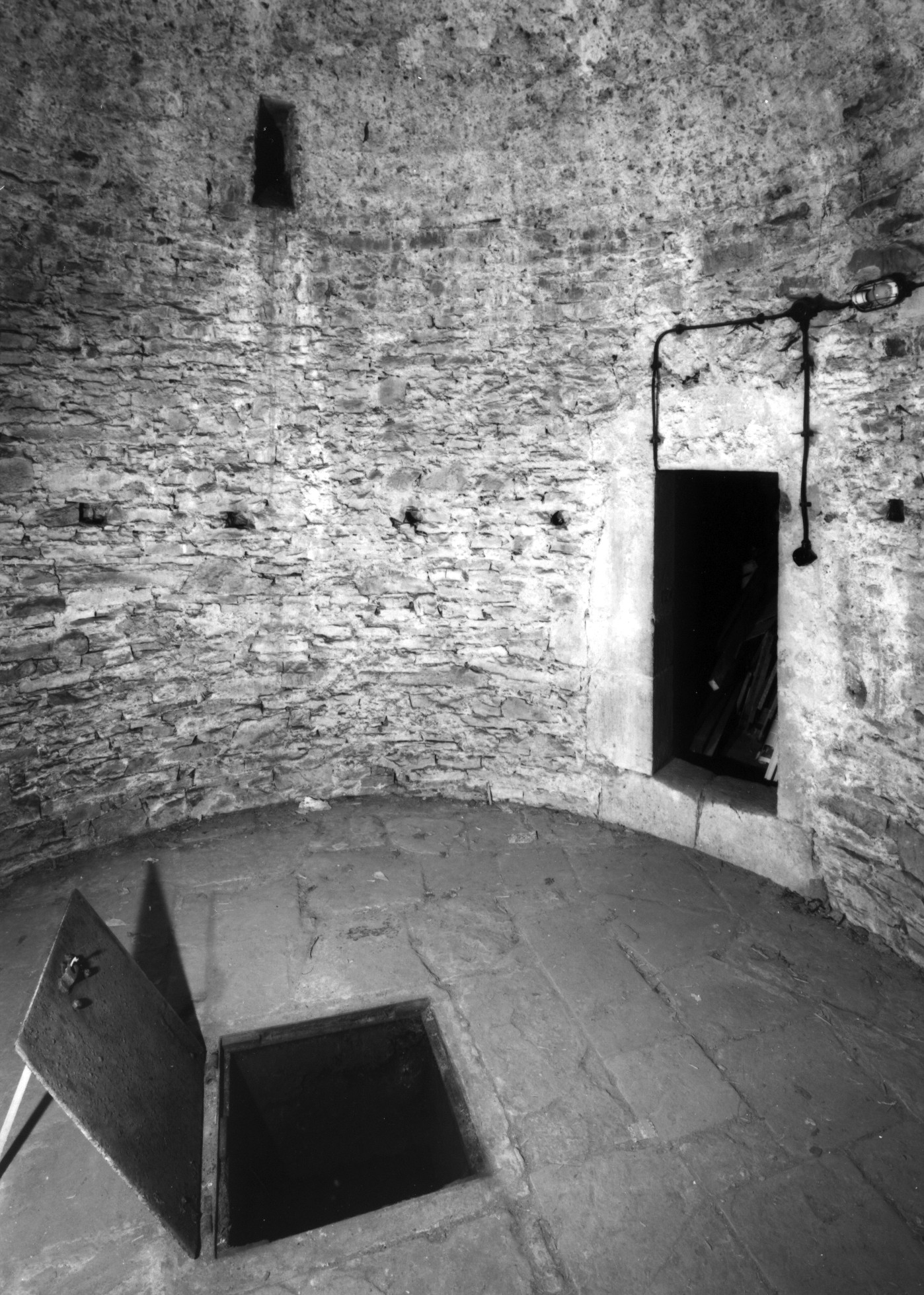
Angstloch del castillo de Wildemburg.

La sólida construcción y la entrada elevada inaccesible del bergfried lo convirtieron en un depósito relativamente seguro dentro del castillo. Aquí se podían almacenar objetos de valor, de modo que la torre asumiera el papel de fortaleza.
En la Edad Moderna, al menos, los bergfriede se utilizaban como lugares de custodia para los prisioneros a prueba de fugas. En particular, los sótanos en forma de pozo en la base de la torre se usaban a menudo como una forma de mazmorra llamada oubliette, a la que solo se podía acceder a través de una abertura estrecha en el techo. Sin embargo, esta forma de bodega no fue necesariamente diseñada para tal uso, sino que fue el resultado del diseño de ingeniería general del bergfried. Los gruesos muros utilizados en la base solo dejaban un estrecho espacio interno, de unos 4-8 metros de altura, que generalmente estaba cubierto por una bóveda estabilizadora y solo era accesible a través de una escotilla en su vértice. Este diseño también fue el resultado del hecho de que la entrada elevada de la torre estaba ubicada en un piso superior. El acceso a la mazmorra a través del agujero (un angstloch o "agujero del miedo") se hacía casi siempre por medio de una escalera o cabrestante. Los escalones de la pared, como los que se encuentran en el antiguo bergfried del castillo de Langenau, son una rara excepción.
El sótano de la base de la torre se utilizó de diferentes formas. En algunos casos se utilizó como almacén, a veces se guardaban aquí pilas de piedras redondas para usarlas como proyectiles durante un asedio. En algunos casos, se utilizó como cisterna, pero a menudo la habitación no se utilizaba. La suposición general en la literatura más antigua y, a menudo, también en el turismo, de que el espacio de la bodega se utilizó como mazmorra es, por lo tanto, engañosa.
La mayoría de los informes sobre el encarcelamiento de prisioneros en el sótano de un bergfried se remontan a finales de la Edad Media y principios de la Edad Moderna. Hasta qué punto esto era común antes de ese momento, es incierto. A menudo es probablemente un cambio de uso posterior, como fue el caso de muchas torres de murallas de la ciudad e incluso se conocen complejos de castillos enteros, como la Bastilla. Cuando los presos eran encarcelados en sótanos a menudo claustrofóbicos, mal ventilados y poco iluminados o incluso completamente oscuros, no era solo encarcelamiento, sino castigo corporal, un severo maltrato psicológico y físico de los presos.

### Símbolo de estatus

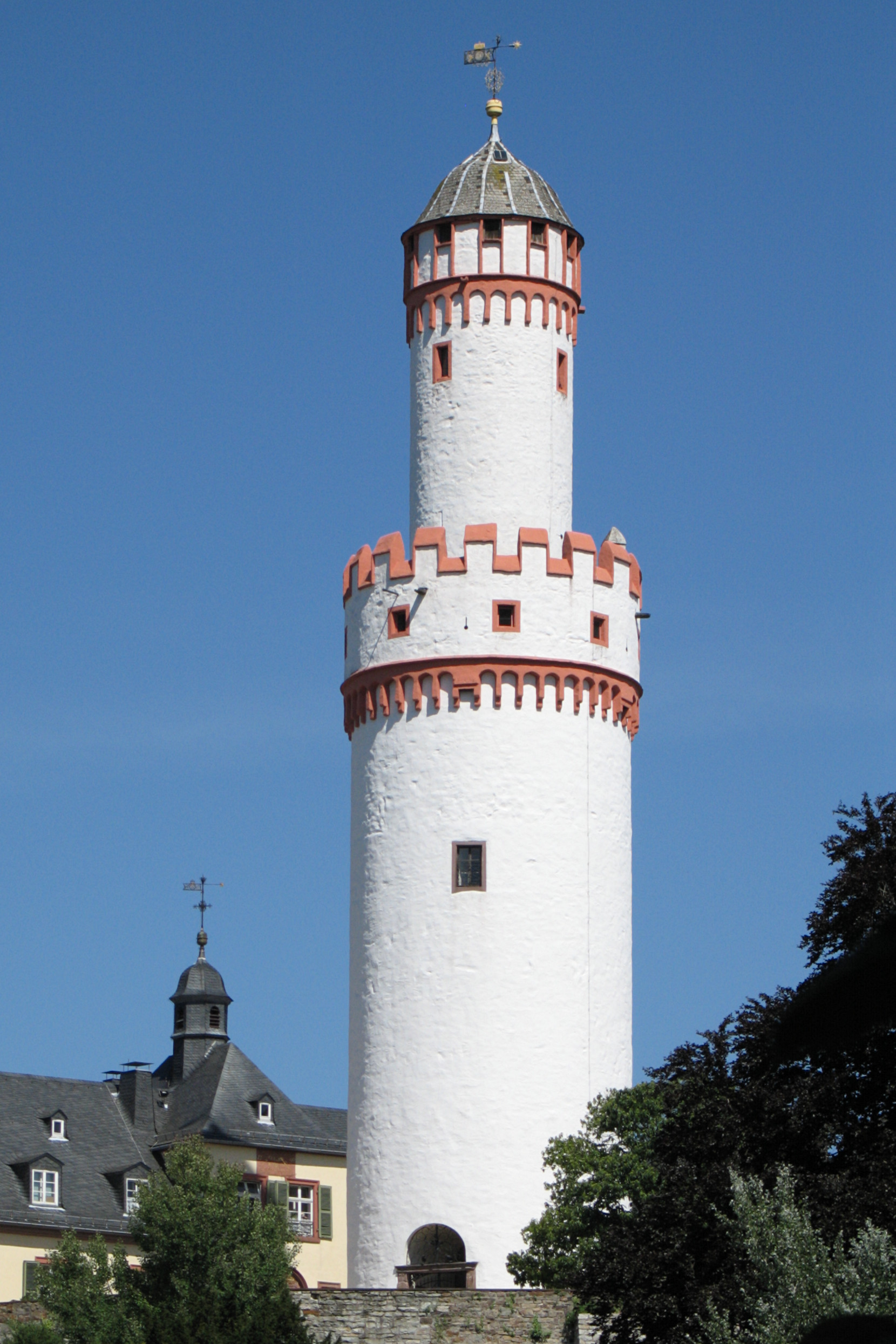
La "Torre Blanca" de Bad Homburg, de 48 m, fue conservada incluso después de que la propiedad fuera transformada en un schloss.

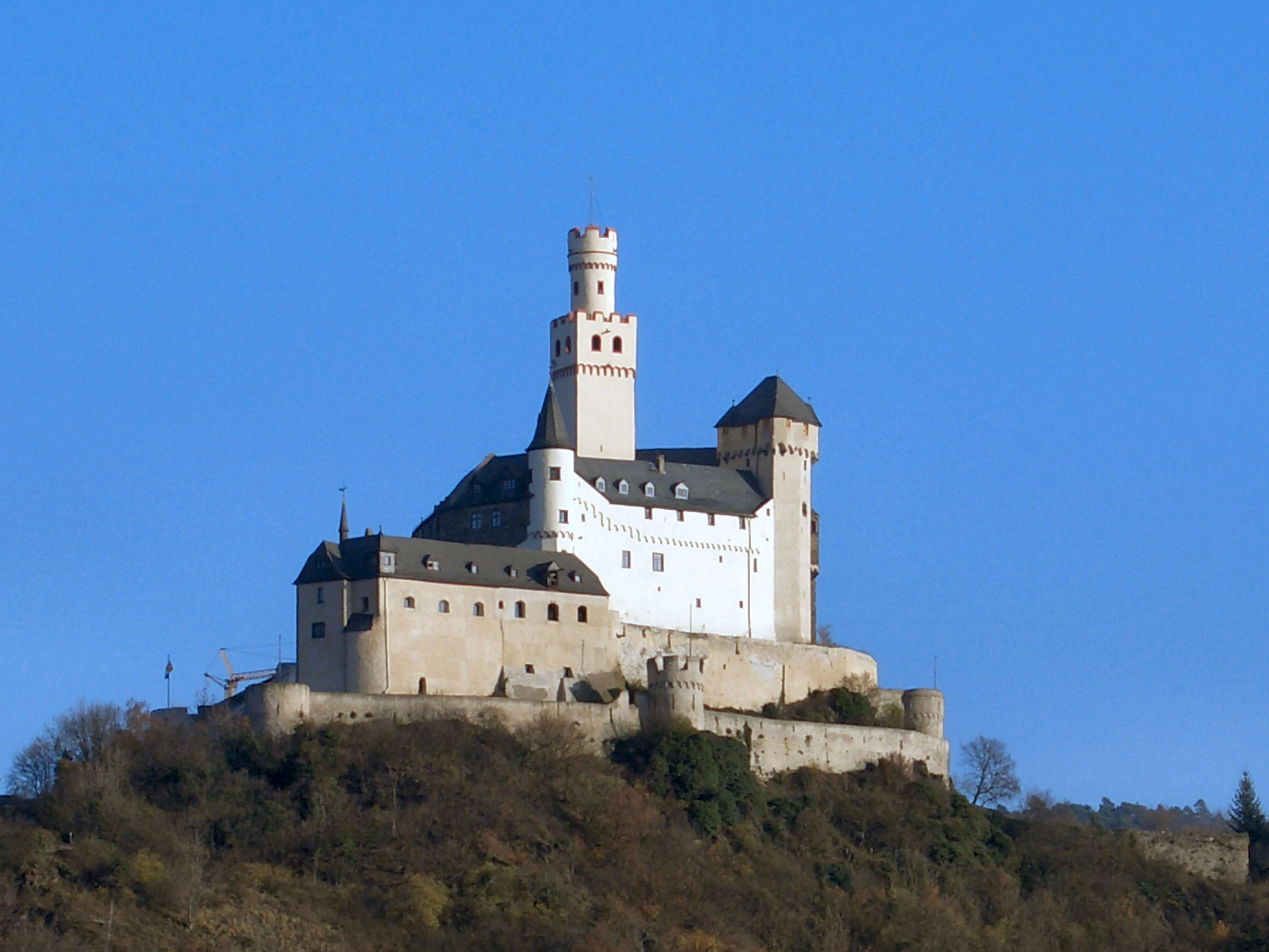
Marksburg, en el que sobre una torre cuadrada corona una estructura redonda (torre mantequera).

Al igual que las antiguas casas torre de la nobleza y otros tipos de torre, el bergfried asumió una importante función de representación. Algunos investigadores de los castillos enfatizan su papel como símbolo de estatus, aunque no se puede probar a partir de fuentes medievales que ese simbolismo fuera realmente intencionado o percibido por quienes vivían en ese momento. El simbolismo de una torre tiene muchos significados, no todos positivos, por ejemplo, la Torre de Babel representaba el orgullo y la autocomplacencia del hombre. Debido a que, desde la Edad Media, los gobernantes seculares y especialmente el caballero (que se consideraba a sí mismo como una militia cristiana) a menudo eran de fe cristiana, los investigadores han sugerido que el bergfried puede tener una connotación cristiana como símbolo de María. En la Letanía de la Santísima Virgen María se hace referencia a María como una "torre de marfil" y "torre de David". Pero en el caso de las torres del castillo, este simbolismo no ha sido suficientemente establecido por las fuentes.
En las descripciones contemporáneas de un castillo, la torre principal se cita a menudo en primer lugar; como abreviatura pictórica o atajo visual a menudo se ve en los escudos de armas y sellos, donde simboliza el castillo en su conjunto. El bergfried en su simbolismo de estatus es quizás comparable a las torres familiares medievales en algunas ciudades del norte de Italia —ver torres de Bolonia— y de Alemania, cuyas alturas a veces extrañas no pueden explicarse en términos militares. Además, por ejemplo, en Regensburg, no hubo conflictos armados entre las familias urbanas patricias, por lo que aquí la función de estatus fue dominante desde el principio. Un posible ejemplo del uso de estas torres como símbolo de estatus, son las llamadas Butterfassturm (torres de mantequera), en las cuales se construía una pequeña torre o torreta sobre la torre original, sin aportar ningún beneficio militar adicional, pero aumentando su altura para una mejor observación.
Durante la transición de finales de la Edad Media a los tiempos modernos, cuando, como resultado del desarrollo de las armas de fuego, se produjo una revolución en la tecnología militar, el bergfried perdió gradualmente su función militar, ya que los edificios altos eran particularmente vulnerables al fuego de cañón y a los explosivos. En respuesta a estos desarrollos, los castillos se convirtieron en fortalezas de un nuevo tipo, y el bergfried a menudo fue demolido o desmantelado, como por ejemplo en la fortaleza de Coburgo o Wildenstein.
Sin embargo, el bergfried sobrevivió hasta los tiempos modernos en algunos castillos, donde la función defensiva se abandonó cada vez más y el castillo se convirtió en una casa señorial o palacio, típicamente llamado schloss. A menudo, el bergfried aquí es el único elemento que se conserva en gran parte en su forma original del antiguo castillo medieval, que a su vez puede considerarse como una prueba de su papel como símbolo de poder (ahora tradicional). Los ejemplos incluyen el palacio en Bad Homburg (donde el bergfried se conoce como la "Torre Blanca") o el castillo de Wildeck (donde la torre se conoce como "Dicker Heinrich" - "Enrique el Gordo") en Zschopau. Cuando el castillo de Johannisburg en Aschaffenburg, el último gran palacio renacentista construido antes del estallido de la Guerra de los Treinta Años, el bergfried gótico del castillo anterior se integró en el diseño, por lo demás muy regular, aunque rompe la simetría de una manera visible.
Durante la construcción de los palacios de la época del Renacimiento (y en menor medida también del Barroco) las torres volvieron a jugar un papel importante como elementos de una casa señorial, aunque ahora en su mayoría ya no tenían ninguna función defensiva (Moritzburg, castillo de Meßkirch).

### Refugio
Las investigaciones más recientes sobre los castillos, especialmente el grupo en torno al arqueólogo medieval bávaro Joachim Zeune, han puesto en duda la función del bergfried como refugio en caso de asedio. Sugieren que una retirada a la torre era una "muerte por etapas" y era más útil si se esperaba un ejército de socorro. En apoyo de esta tesis, se cita la falta general de hallazgos y tradiciones apropiados. También se sugiere que la entrada elevada tiene una importancia más bien simbólica y psicológica.
Los críticos rechazan esta teoría (que surgió como parte de la teoría más amplia del "símbolo del poder" de Zeune) por tener un total desprecio por el alto orden feudal medieval y su sistema de fidelidad. Simplemente transferiría la metodología de Günther Bandmann a la arquitectura secular.
Muchos castillos eran señoríos feudales que eran propiedad de un poderoso señor feudal o Príncipe-obispo. Los territorios principescos en ese momento estaban protegidos por una densa red de fortificaciones pequeñas y medianas, que se complementaba con las propiedades fortificadas de los sub-vasallos. Desde esta perspectiva, en caso de ataque, los defensores podrían contar por completo con el apoyo de sus señores, su caballería subordinada o aliada. Por el contrario, el gobernante, por supuesto, dependería del apoyo de sus vasallos en tiempos de batalla.
Los sótanos de los bergfriede a menudo se hunden varios metros en el suelo. Por tanto, que los socavaran no era una gran amenaza. El incendio provocado también era muy difícil debido a su construcción de piedra y las pocas aberturas para la luz se podían cerrar rápidamente para evitar que se arrojaran artefactos incendiarios. Por tanto, los historiadores más conservadores ven al bergfried como un medio de defensa pasiva, como un refugio durante unos días hasta que llega el socorro. Por esta razón, en estos edificios se pueden encontrar muy pocas instalaciones de defensa activa. El objetivo principal era evitar que un atacante entrara. Irrumpir en una torre así en unos pocos días es casi imposible. Gracias a su sólida construcción, muchos bergfriede incluso escaparon a los intentos posteriores de demolición por parte de la población rural circundante, que quería llevarse los materiales de construcción de los castillos abandonados y reutilizarlos.
Un ataque a un sitio tan fortificado dentro de un sistema feudal activo era casi inútil. Era mucho menos arriesgado simplemente saquear las granjas y los molinos del enemigo. De hecho, una gran cantidad de castillos de Europa central nunca fueron atacados seriamente durante la Edad Media. En consecuencia, no hay mucha evidencia de una retirada a un bergfried, el edificio ya había cumplido su función disuasoria.
Solo valía la pena emprender un asedio si el atacante se había asegurado previamente de tener autoridad legal y había pedido permiso al soberano estatal o incluso al emperador. Esto solo fue posible en los casos en que hubo violaciones de la ley reales o inventadas, como asalto en los caminos, falsificación o asesinato. A continuación, las manos de quienes habían jurado lealtad al soberano se hallaban atadas, por razones legales no pudieron acudir en ayuda del señor atacado. En tales casos, refugiarse definitivamente en la torre principal era casi inútil.
Los bergfriede de los castillos de los siglos XII y XIII estaban rodeados originalmente solo por simples murallas defensivas. Las torres de flanqueo y los zwingers se agregaron en fases posteriores. Muchas dependencias se construían entonces de madera o tenían entramado de madera, y las viviendas de piedra generalmente no estaban fortificadas. En la Edad Media, en caso de asedio, un enorme bergfried era sin duda el edificio más seguro en el que las mujeres, los ancianos y los niños podían buscar refugio durante los combates.
Sin duda, una torre así constituía una protección eficaz contra los ataques sorpresa de las bandas de merodeadores más pequeñas y de la población local. A menudo, un castillo era vulnerable simplemente por la ausencia de algunos hombres sanos mientras cazaban o trabajaban en el campo. Incluso sin suministros, los residentes restantes del castillo podían aguantar en el bergfried hasta el regreso de sus hombres y estaban protegidos de abusos y violaciones. El refugio seguro de los bergfried fue ciertamente muy bienvenido en un momento en que las estructuras estatales y sociales estaban comenzando a tomar forma.
Durante las expansiones posteriores, a menudo se diseñaron torres adicionales como las medias torres. Sus partes traseras estaban abiertas para no ofrecer cobertura al enemigo invasor. Estas torres semicirculares o rectangulares han sobrevivido en innumerables castillos y fortificaciones. Son una indicación más de que un castillo no sería abandonado incluso después de que se hubiera roto la defensa de la entrada.
La torre principal más grande de un castillo medieval europeo, el imponente donjon del castillo francés de Coucy, todavía se consideraba una amenaza durante la Primera Guerra Mundial. El Oberste Heeresleitung alemán hizo volar la torre de aproximadamente 50 metros de altura el 27 de marzo de 1917 para cortar la línea de retirada de las tropas francesas, a pesar de las protestas internacionales generalizadas.
En el período medieval tardío y posmedieval surgieron nuevos castillos cuyas torres principales ciertamente nunca fueron concebidas como refugios. Por ejemplo, en 1418 Federico de Freyberg hizo construir uno de los últimos grandes castillos nuevos de la Edad Media alemana junto a su castillo ancestral de Eisenberg en Allgäu. Hohenfreyberg fue creado al estilo de un castillo de montaña de los Hohenstaufen, por lo que no podría ser sin un bergfried. Hoy, las dos ruinas de los castillos son uno de los grupos de castillos más importantes de Europa central. Los Freyberg probablemente quisieron volver a crear un símbolo de la autoconciencia caballeresca ya al final de la Edad Media.
En el siglo XVI, la familia Fugger de Augsburgo adquirió el Marienburg en Niederalfingen, actual distrito de Ostalb en el estado alemán de Baden-Württemberg. En la época del Alto Renacimiento se construyó aquí un castillo de montaña "altomedieval" con una imponente torre principal de sillar rústico. La familia Fugger, que provenía de un entorno humilde, parece haber querido legitimar su nobleza recién adquirida aquí con un castillo familiar "antiguo". 

#### En tiempo de asedio
Los ataques a los castillos medievales en Europa central no solían ser realizados por grandes ejércitos de asedio. A menudo, entre veinte y cien hombres bloqueaban las entradas al castillo y desmoralizaban a sus ocupantes con ataques ocasionales. Es posible que se arrojaran al patio cadáveres de animales o escombros. Un castillo bloqueado en realidad solo aguardaba morir de hambre, sin embargo, los suministros también eran un problema para la fuerza sitiadora. Los agricultores de la zona escondían su grano en erdstall y llevaban su ganado al bosque.
La guarnición de un castillo sitiado solía estar formado por unos pocos hombres capacitados. Si se preveía el asedio, la dotación de tres a veinte hombres en tiempos de paz del castillo podría duplicarse o triplicarse. Y en caso de emergencia, al menos los rangos superiores podrían refugiarse en la torre principal. Un castillo solo se consideraba conquistado cuando había caído el bergfried. Esto puede llevar algunas semanas. Durante este tiempo, el atacante tenía que seguir alimentando y pagando a sus hombres. A veces, por esta razón, los mercenarios del sitiador simplemente desertaban o incluso se volvían contra su comandante, si tenían que esperar demasiado para tener éxito.
Se conocen acuerdos legales entre dos señores enfrentados, que a menudo se conocían personalmente y ocupaban la misma posición social. Podían negociar un plazo, que aparentemente solía ser de unos 30 días. Si el señor o los aliados de los sitiados no aparecían en ese período ante el castillo, los defensores se rendirían sin luchar. A cambio, recibibirían salvoconducto y, en ocasiones, también se les permitía llevarse consigo sus bienes. Un tratado de ese tipo podría salvar vidas y evitar costos innecesarios para ambas partes. Sin embargo, ciertamente requeriría cierta habilidad defender el castillo y la torre principal. "Luchar hasta el final" puede ser muy arriesgado. Por ejemplo, en 1224, los rangos más altos de entre los defensores del castillo de Bedford en Inglaterra fueron ahorcados frente al castillo después de que las tropas del rey Enrique III demolieran la torre principal. En Europa central, durante la guerra de los campesinos alemanes, los castillos se rindieron después de que se les garantizara un paso seguro.

### Graneros fortificados e iglesias fortaleza

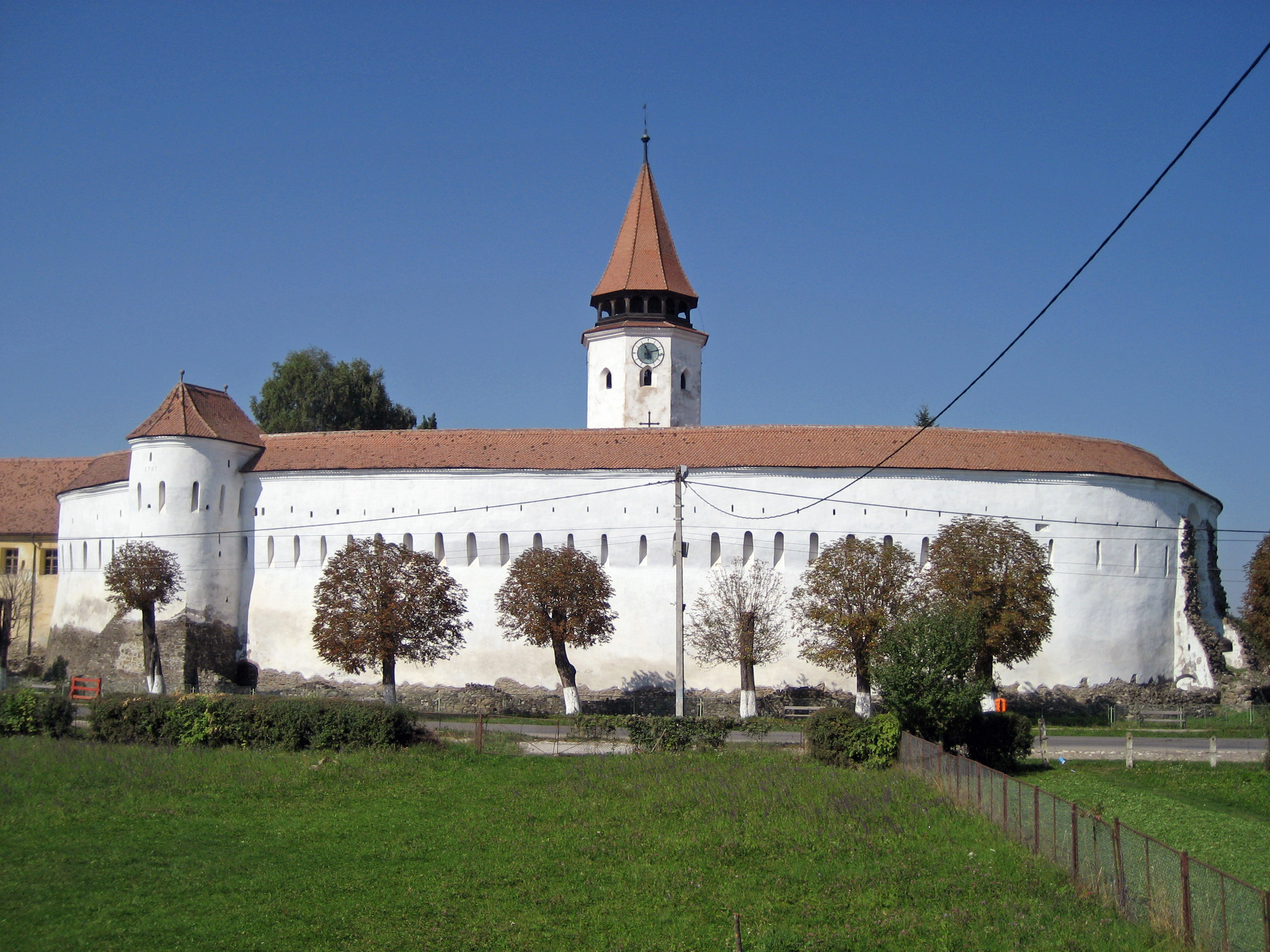
Iglesia fortificada de Prejmer.

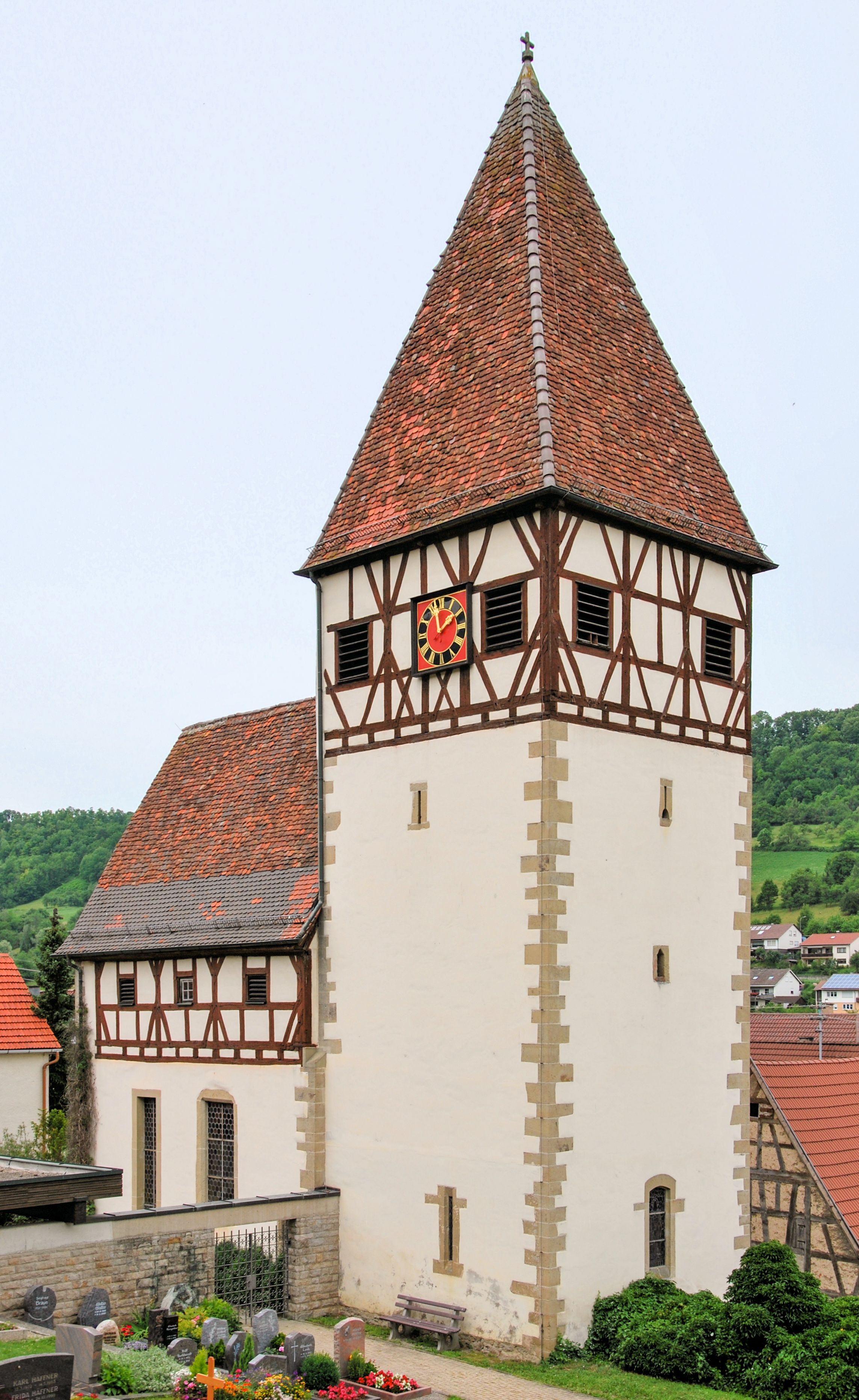
Iglesia fortificada de San Albano y san Güendolino de Morsbach.

Un claro paralelismo con la función del bergfried como refugio eran los graneros de almacenamiento fortificados en las granjas ligeramente fortificadas de la nobleza menor, así como las torres de piedra de las iglesias de los pueblos y las iglesias fortificadas.
La población común padecía más en caso de guerra, por lo que casi todas las aldeas grandes estaban ligeramente fortificadas. No pocas veces, la iglesia del pueblo se desarrollaba en una iglesia fortificada o incluso en una iglesia fortaleza. La enorme torre de la iglesia, o en el caso especial de las iglesias redondas, todo el edificio, asumía la función de un bergfried en el que la población podía refugiarse si era necesario durante un breve período. A menudo, el atacante se retiraba de nuevo al cabo de un rato, por lo que la defensa activa era secundaria.
El investigador Hans Jürgen Hessel, en un ensayo sobre iglesias fortificadas en Festungsjournal, añadió el dato del "ahorro de tiempo" que fue ignorado en la investigación de Joachim Zeune.
Las propiedades de la nobleza y los grandes agricultores a menudo tenían graneros fortificados más pequeños que estaban principalmente en islas en lagos. Un piso superior saliente, capaz de proporcionar un refugio, se apoyaba en un piso inferior sólido. La mayoría de los ejemplos de tales torres de almacenamiento fortificadas se han conservado en Westfalia en Alemania. Joachim Zeune proporcionó una de las pocas pruebas confirmadas de un "bergfried en miniatura" en Franconia en Dürrnhof.